# Alaerato palawanica
Alaerato palawanica is een slakkensoort uit de familie van de Eratoidae. De wetenschappelijke naam van de soort is voor het eerst geldig gepubliceerd in 2011 door Fehse.